# Stowarzyszenie Network PL
Stowarzyszenie Network PL – stowarzyszenie zrzeszające polskich pracowników organizacji międzynarodowych działające od  2012 roku.
Członkami Stowarzyszenia są Polacy zatrudnieni m.in. w instytucjach Unii Europejskiej, Organizacji Narodów Zjednoczonych, NATO, Organizacji Współpracy Gospodarczej i Rozwoju oraz Organizacji Bezpieczeństwa i Współpracy w Europie. Stawia sobie za cel rozwój członków, zaangażowanych na co dzień w proces budowania współpracy międzynarodowej. Network PL służy swoją wiedzą i doświadczeniem innym Polakom, związanym lub chcącym związać swoje życie z organizacjami międzynarodowymi. Na poziomie Unii Europejskiej współtworzy nowoczesną europejską służbę publiczną działającą w interesie obywateli UE. Stowarzyszenie działa głównie w Brukseli, Luksemburgu oraz w Warszawie, gdzie zostało zarejestrowane.

## Misja Stowarzyszenia
Misją Stowarzyszenia jest:
- integracja, wzajemna wymiana doświadczeń i wiedzy, budowanie więzi między Polakami pracującymi w organizacjach międzynarodowych,
- wspieranie współpracy z pracownikami instytucji międzynarodowych innych narodowości w celu zacieśnienia kooperacji na szczeblu zawodowym,
- budowanie i umacnianie pozytywnego wizerunku Polski na arenie międzynarodowej oraz wizerunku Polaków zaangażowanych w działania na szczeblu międzynarodowym,
- wspieranie rozwoju zawodowego i osobistego swoich członków,
- pomoc młodym rodakom zainteresowanym publiczną służbą europejską oraz pracą w innych organizacjach międzynarodowych,
- integracja i tworzenie kapitału ludzkiego w celu zapewnienia w dobie globalizacji zaplecza eksperckiego na rzecz zrównoważonego rozwoju w Polsce, Europie i świecie,
- wspieranie budowy i rozwoju aktywnego społeczeństwa obywatelskiego w Polsce,
- promocja polskiej historii, tradycji, kultury i języka oraz dostępu do nich Polonii.

## Główne działania
Stowarzyszenie współpracuje z Ministerstwem Spraw Zagranicznych w zakresie promocji zatrudnienia Polaków w organizacjach międzynarodowych, pomaga również w przygotowaniach do konkursów organizowanych przez Europejski Urząd Doboru Kadr. W czerwcu 2018 roku wspólnie z Fundacją im Kazimierza Pułaskiego oraz think-tankiem Centrum Stosunków Międzynarodowych zorganizowała w Warszawie I Kongres Polskich Ekspertów Międzynarodowych „Globalny Lider”. Od października 2014 roku, Stowarzyszenie Network PL rozszerzyło działalność (oprócz Brukseli) na Luksemburg. Network PL jest także współorganizatorem (wspólnie z Ambasadą RP w Belgii, Brukselskim Klubem Polek, Stowarzyszeniem Daskalia z Leuven, oraz „Elles sans Frontières” Nagrody „Joteyka” przyznawanej najwybitniejszy Polkom zamieszkałym w Królestwie Belgii – w dziedzinie nauki, kultury i życia społecznego. 
Stowarzyszenie Network PL podpisało dnia 12 maja 2022 umowę o współpracy ze Szkołą Główną Handlową na rzecz promocji wiedzy o integracji europejskiej oraz wzmocnienia polskiego potencjału kadrowego w instytucjach Unii Europejskiej. W sierpniu 2022 było Partnerem Wydarzenia „Campus Polska Przyszłości”, przeznaczonego dla młodych ludzi w celu dyskusji kierunków rozwoju Polski. W 2022 roku Zarząd Network PL kadencji 2019–2022 opublikował Strategię wspierania Polaków w instytucjach Unii Europejskiej. Dokument zawiera 11 działań taktycznych, by uzyskać pełną reprezentatywność obywateli Polski w instytucjach UE.
Prezesami Stowarzyszenia kolejno byli: 
- Anna Kamyczek-Urbanik, pracownik Dyrekcji Generalnej ds. Komunikacji w Komisji Europejskiej (2012–2013),
- Tomasz Rados, pracownik Europejskiej Służby Działań Zewnętrznych oraz Europejskiej Agencji Obrony (2013–2016)[10][11],
- Maria Głowacz-De Chevilly[12], szefowa Rady Pracowniczej Komisji Europejskiej (2016–2019)[13],
- Maciej Szymański, Kierownik Sektora w Dyrekcji Generalnej ds. Migracji i Spraw Wewnętrznych Komisji Europejskiej (2019–2022)[14].

Obecnie stanowisko to pełni Piotr K. Nowak, urzędnik Dyrekcji Generalnej ds. Wspierania Reform Strukturalnych Komisji Europejskiej.